# Pelusios williamsi
Pelusios williamsi е африкански вид костенурка от семейство Афро-американски страничношийни костенурки.
Панцирът ̀и е овален черен до тъмнокафяв с дължина до 25 cm.

### Подвидове
- Pelusios williamsi williamsi Laurent, 1965
- Pelusios williamsi laurenti Bour, 1984
- Pelusios williamsi lutescens Laurent, 1965